# 奈娜·叶利钦娜
奈娜·约瑟福芙娜·叶利钦娜（羅馬化：Naina Iosifovna Yel'tsina；1932年3月14日—），首任俄罗斯联邦总统鲍里斯·叶利钦的遗孀。婚前姓氏吉林娜（Гирина）。

## 生平
1932年出生在奥伦堡州。1955年毕业于斯维尔德洛夫斯克（今叶卡捷琳堡）的乌拉尔工业学院建设学部。曾参与斯维尔德洛夫斯克学院的许多工程，在那里她认识了鲍里斯·叶利钦。1956年与鲍里斯·叶利钦结婚。1985年到莫斯科生活。他们的两个女儿分别出生于1957年和1960年。
奈娜·叶利钦娜一直很少在公众场合露面。她曾在几次外交访问上陪伴丈夫，包括1997年的访问瑞典、芬兰，以及1999年访问中国。叶利钦娜从未介入自己丈夫的政治工作中。但在1996年俄罗斯总统选举中，她会见了叶利钦的支持者，并在媒体前发表演讲。她最后一次在大型公众场合露面是在2007年4月其丈夫叶利钦的国葬上。